# Jane Harper
Jane Elizabeth Harper (ur. 1980 w Manchesterze) – australijska dziennikarka i powieściopisarka pochodząca z Wielkiej Brytanii, autorka powieści sensacyjnych.

## Życiorys
Urodziła się w Manchesterze w Wielkiej Brytanii. W wieku ośmiu lat przeprowadziła się z rodzicami do Australii i uzyskała obywatelstwo australijskie. W wieku czternastu lat wróciła do Wielkiej Brytanii, gdzie ukończyła szkołę średnią i University of Kent, specjalizując się w historii i języku angielskim. Następnie pracowała jako dziennikarka w Anglii i Australii, dokąd przeniosła się ponownie w 2014 roku. W 2016 roku zadebiutowała jako powieściopisarka, publikując Suszę, pierwszą z cyklu książek o agencie federalnym Aaronie Falku.
Susza zdobyła w 2015 roku australijską nagrodę Victorian Premier’s Literary Award w kategorii nieopublikowanego rękopisu, a w 2017 roku brytyjską nagrodę Złoty Sztylet za najlepszą powieść kryminalną. W 2021 roku została zekranizowana w reżyserii Roberta Connolly’ego z Erikiem Baną w roli głównej. Prawa do przekładu książki sprzedano do przeszło dwudziestu krajów, a łączna światowa sprzedaż powieści przekroczyła milion egzemplarzy.
W 2020 roku Stracony zdobył amerykańską nagrodę Barry Award dla najlepszej powieści kryminalnej, a w 2021 roku powieść The Survivors została nominowana do nagrody Australian Book Industry Award jako jedna z pięciu książek roku w kategorii „general fiction”.

## Powieści Jane Harper

### Powieści o agencie federalnym Aaronie Falku
- The Dry, 2016, wyd. polskie Susza, Wydawnictwo Czarna Owca, Warszawa 2017, tłum. Magdalena Nowak, ISBN 978-83-8015-338-7
- Force of Nature, 2017, wyd. polskie Siła natury, Wydawnictwo Czarna Owca, Warszawa 2019, tłum. Magdalena Nowak, ISBN 978-83-8015-974-7
- Exiles, 2022

### Pozostałe powieści
- The Lost Man, 2018, wyd. polskie Stracony, Wydawnictwo Czarna Owca, Warszawa 2020, tłum. Magdalena Nowak, ISBN 978-83-8143-186-6
- The Survivors, 2020, wyd. polskie Ocaleni, Wydawnictwo Czarna Owca, Warszawa 2023, tłum. Tomasz Wyżyński, ISBN 978-83-8252-111-5